# Castra Nova
Castra Nova est une ville et un diocèse de l’époque romaine situés en Royaume de Maurétanie, dans l’Afrique Proconsulaire. La ville est identifiée aux ruines en pierre situées à Mohammadia, dans la wilaya de Mascara, en Algérie actuelle. Elle est aujourd’hui un siège titulaire de l’Église catholique romaine.

## Histoire
Très peu d’écrits relatent la période précédant la construction de Mohammadia. Ce qui est certain, c’est que toute la région était une plaine broussailleuse, peuplée de bois de tamarin, difficile d’accès car, en saison des pluies, elle retient facilement l’eau. Des marécages abondent dans la plaine de El Habra. Les moustiques et les animaux dangereux rendent l’installation d’un ensemble urbain techniquement difficile, selon les moyens disponibles avant la révolution industrielle. Les tribus qui vivaient sur les hauteurs de la plaine peuvaient faire paître leurs troupeaux de bœufs et de moutons et cultiver des céréales en bordure.
Certains historiens,comme Robert Thintoi, supposent que la ville romaine Castra Nova est construite à l’emplacement de l’actuelle Mohammadia.
Seules quelques ruines romaines, datant du Ier siècle apr. J.-C., témoignent d’une époque où Castra Nova était autrefois florissante. La ville est successivement réduite à néant par les invasions des Vandales, puis des Arabes.
Ces ruines sont les vestiges de l’ancienne ville de Castra Nova. Carrefour de routes venant d’Albulae (Aïn Témouchent) et de Portus Magnus (Bethioua), elle occupe, au pied des montagnes du Tell et sur la rive droite de l’oued el Hammam, un emplacement stratégique.
Castra Nova atteint probablement une population de 5 000 habitants sous le règne de Septime Sévère, période durant laquelle elle connaît son plus grand développement. Les vestiges actuels de Castra Nova révèlent les substructures d’un mur, celles de quelques habitations et d’une grande citerne. Près de ces ruines se trouvait un cimetière romain, dans lequel ont été découvertes deux inscriptions chrétiennes.
La ville est suffisamment importante pour devenir le siège de l’un des nombreux anciens diocèses chrétiens suffragants de la province romaine de Maurétanie Césarienne, sous l’autorité pontificale,
.
Le seul évêque historiquement attesté de cette ville est Vitalis, qui participe au concile de Carthage convoqué en 484 par le roi Hunéric du royaume vandale. À l’issue de ce concile, il est exilé, comme la plupart des évêques catholiques, contrairement à leurs homologues schismatiques donatistes, jugés hérétiques.
Le diocèse disparaît après la prise de la ville par les armées islamiques à la fin du VIIe siècle.
La ville est ensuite refondée par les colons français sur les ruines de la cité romaine et reçoit le nom de Perregaux. Aujourd’hui, elle est connue sous le nom de Mohammadia.

## Diocèse
Le diocèse de Castra Nova est rétabli nominalement en 1933 en tant que siège épiscopal titulaire, (en latin : Castra nova), (en italien curial : Castra nova) et (adjectif latin : Castranovensis).
Parmi les évêques résidents connus :
- Vital † (mentionné en 484)

Il a eu les évêques titulaires au rang épiscopal (le plus bas) — avec une exception archiépiscopale. Les archevêques titulaires sont : 
- Alberto di Jorio (Italien) (05.04.1962 – 20.04.1962).
- Frederick Hall, des Missionnaires de Mill Hill (M.H.M.) (né en Angleterre) (02.12.1963 – démission le 27.07.1976) en tant qu’évêque émérite.
- James Joseph Daly (en) (28.02.1977 – mort le 14.10.2013), en tant qu’évêque auxiliaire du diocèse de Rockville Centre (États-Unis) (28.02.1977 – retraite le 01.07.1996), puis émérite.
- Jorge Vázquez (03.12.2013 – 03.02.2017), en tant qu’évêque auxiliaire du diocèse de Lomas de Zamora (Argentine), puis nommé évêque coadjuteur du diocèse de Morón (Argentine) (03.02.2017 – ...).
- Vicente de Paula Ferreira, Rédemptoriste (C.SS.R.) (08.03.2017 – ...), en tant qu’évêque auxiliaire de l’archidiocèse de Belo Horizonte (Brésil), sans prélature antérieure.
- Claudio Pablo Castricone, depuis le 9 mars 2023